# 1996年アトランタオリンピックのロシア選手団
1996年アトランタオリンピックのロシア選手団（1996ねんアトランタオリンピックのロシアせんしゅだん）は、1996年7月19日から8月4日にかけてアメリカ合衆国のジョージア州アトランタで開催された1996年アトランタオリンピックのロシア選手団、およびその競技結果。

## 概要
今大会は金メダル26個、銀メダル21個、銅メダル16個の合計63個のメダルを獲得した。

## メダル
| メダル | 選手名 | 競技   | 種目                     |
| ------ | --- | ------ | ------------------------ |
| 金     | スベトラーナ・マステルコワ | 陸上   | 女子800m                 |
| 金     | スベトラーナ・マステルコワ | 陸上   | 女子1500m                |
| 金     | エレーナ・ニコラエワ | 陸上   | 女子10km競歩             |
| 金     | アレクサンドル・ポポフ | 競泳   | 男子50m自由形            |
| 金     | アレクサンドル・ポポフ | 競泳   | 男子100m自由形           |
| 金     | デニス・パンクラトフ | 競泳   | 男子100mバタフライ       |
| 金     | デニス・パンクラトフ | 競泳   | 男子200mバタフライ       |
| 金     | ズルフィヤ・ザビロワ | 自転車 | 女子個人タイムトライアル |
| 銀     | イリヤ・マルコフ | 陸上   | 男子20km競歩             |
| 銀     | ミハイル・シチェンニコフ | 陸上   | 男子50km競歩             |
| 銀     | イゴール・トランデンコフ | 陸上   | 男子棒高跳               |
| 銀     | ワレンティナ・エゴロワ | 陸上   | 女子マラソン             |
| 銀     | インナ・ラソフスカヤ | 陸上   | 女子三段跳               |
| 銀     | ナタリア・サドワ | 陸上   | 女子円盤投               |
| 銀     | ウラジミール・ピシュネンコ アレクサンドル・ポポフ ロマン・エゴロフ ウラジミール・プレドキン デニス・ピマンコフ                                               | 競泳   | 男子4×100m自由形リレー   |
| 銀     | ウラジミール・セルコフ スタニスラフ・ロプホフ デニス・パンクラトフ アレクサンドル・ポポフ ロマン・イヴァノフスキー ウラディスラフ・クリコフ ロマン・エゴロフ | 競泳   | 男子4×100mメドレーリレー |
| 銀     | エドゥアルド・グリツン ニコライ・クズネソフ アレクセイ・マルコフ アントン・シャンティル                                                                      | 自転車 | 男子4000m団体追い抜き    |
| 銅     | イリーナ・フロドスキナ | 陸上   | 女子砲丸投               |
| 銅     | アンドレイ・コルネエフ | 競泳   | 男子200m平泳ぎ           |
| 銅     | ウラジスラフ・クリコフ | 競泳   | 男子100mバタフライ       |